# Lange Nacht (Hörfunk)
Lange Nacht beschreibt eine Sendegattung im Hörfunk, bei der es sich meist um Sonderprogrammierungen zu bestimmten Themen handelt.
Im Wiener Funkhaus / Radiokulturhaus gibt es eine „Lange Nacht des Hörspiels“, in deren Rahmen die ORF-Hörspielpreise verliehen werden. Die erste fand am 17. Jänner 1994 mit der Vergabe des Preises „Hörspiel des Jahres 1993“ statt. Die Veranstaltung ist eine Publikumsveranstaltung – somit eine „Lange Nacht“ als Marathonveranstaltung – und wird live im Radio übertragen. Später wurde die Veranstaltung auf weitere österreichische Städte ausgedehnt. Auf Ö1 gibt es über das Jahr auch andere Lange Nächte.
Außerdem ist die „Lange Nacht“ eine wöchentliche Sendereihe des Deutschlandradios, die sich während drei Stunden mit nur einem Thema intensiv beschäftigt. Sie beginnt jeweils in der Nacht von Freitag auf Samstag um 00.05 Uhr im Deutschlandfunk Kultur und wird am Samstag ab 23.05 Uhr vom Deutschlandfunk wiederholt. Die Lange Nacht über Hunter S. Thompson mit dem Titel „The Crazy Never Die“ vom 22. Oktober 2011 wurde am 7. September 2012 mit dem Deutschen Radiopreis 2012 in der Kategorie „Beste Sendung“ ausgezeichnet und in der Nacht vom 8. auf den 9. September 2012 erneut gesendet.
Andere Hörfunksender der ARD strahlen zu aktuellen Anlässen, etwa während einer der Buchmessen in Frankfurt am Main oder Leipzig, eine „Lange Nacht der Hörbücher“ oder eine solche zur aktuellen Literatur aus.